# エコグリーン
株式会社エコグリーンは、連結子会社である株式会社バイオイノベーションを含めたエコグリーングループとして、木質バイオマス再資源化事業を中核に据えた事業展開を行っている。
自社工場及び協力工場で生産される木質バイオマスを流通させ、事業活動を通して地球的課題であるCO2の抑制をしている。

## 事業内容
主な事業は以下のとおり。
- 木質バイオマス再資源化事業
- 木質バイオマス活用コンサルティング事業

## 沿革
- 1997年5月 - 東京都江戸川区に木材の運搬を目的に株式会社エコグリーンを設立[2]。
- 1999年8月 - 東京都千代田区へ本社移転[2]。
- 2001年11月 - 東京都墨田区へ本社移転[2]。
- 2003年3月 - 東京都中央区へ本社移転[2]。
- 2010年11月 - 木質バイオマス活用コンサルティング事業の株式会社バイオイノベーションを設立[2]。
- 2013年10月31日 - 東京証券取引所TOKYO PRO Marketへ上場[3]。
- 2014年3月 - 合同会社四街道太陽光発電所を設立[2]。
- 2015年9月17日 - ジャパン・リニューアブル・エナジー株式会社の完全子会社である株式会社EGインベストメントが、石井光暢（代表取締役社長）以外の株主が保有する全株式を、株式公開買付けにより取得[4]。
- 2015年9月18日 - 第三者割当増資により、株式会社EGインベストメントが親会社となる[4]。
- 2015年10月8日 - 東京証券取引所TOKYO PRO Marketの上場廃止[5][6]。